# Hladno oružje
Hladno oružje je najstarija vrsta oružja i za djelovanje koristi mehaničkom energijom tj. snagom čovjekovih mišića. Izrađuje se od metala, kamena, drveta, kosti itd. Djeli se na blisko i daljinsko. Blisko se ne ispušta iz ruke i služi za borbu prsa u prsa (npr. mač, bojni čekić, nož), dok se daljinsko najčešće baca ili pomoću elastične energije izbacuje u dalj (npr. koplje, luk i strijela, samostrijel).
U njih spadaju: mač, sablja, nož, koplje, luk i strijela, ratna sjekira, buzdovan i slično. 
Takozvane bacačke sprave ne ulaze u hladno oružje.

## Vanjske poveznice
- Hladno oružje Hrvatska tehnička enciklopedija, portal hrvatske tehničke baštine. LZMK